# Separator komórkowy

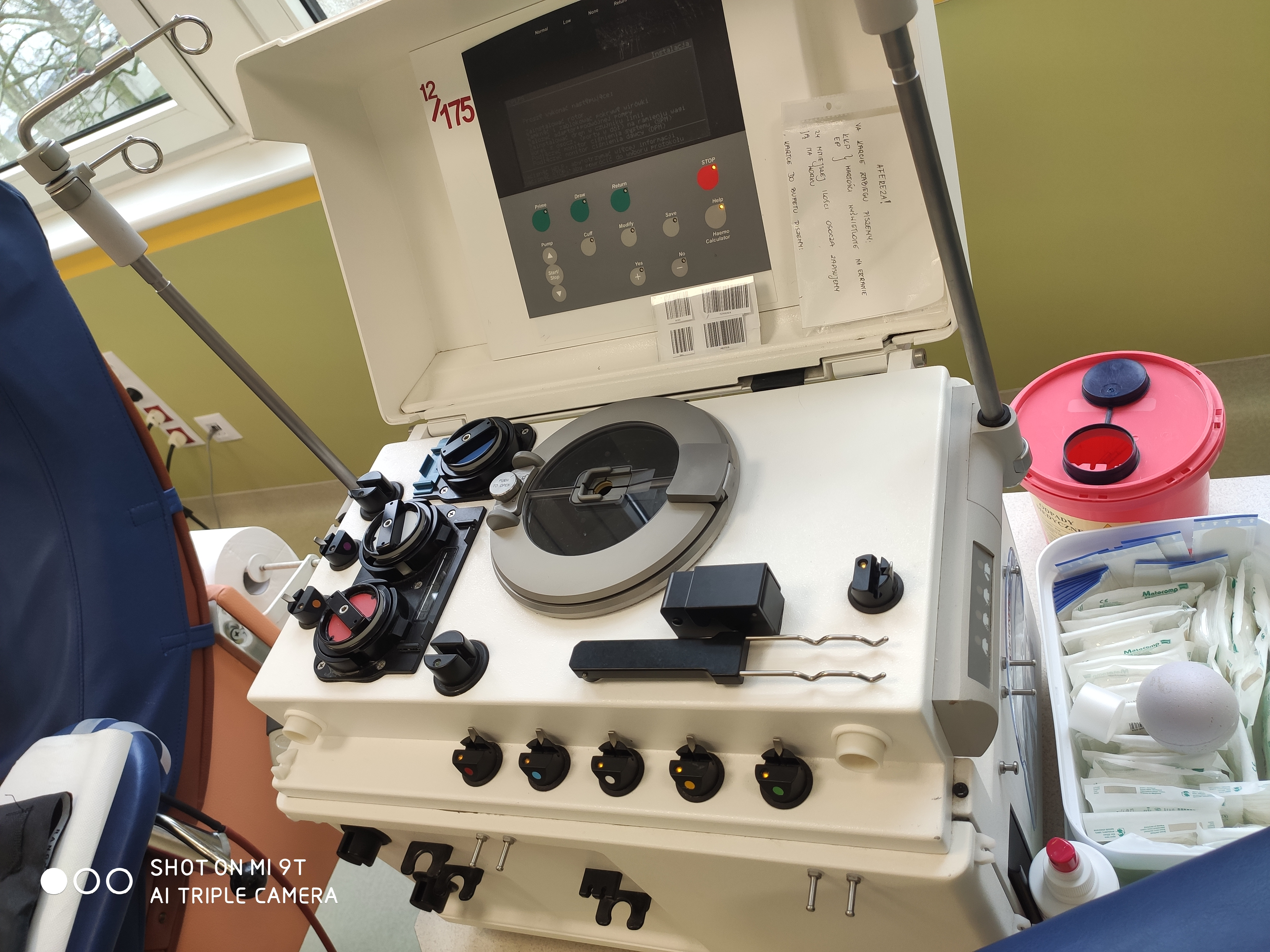
Separator komórkowy

Separator komórkowy − przyrząd służący do pobierania komórkowych składników krwi (erytrocytów, trombocytów, granulocytów, komórek krwiotwórczych itp.) od dawców. Jest stosowany w krwiodawstwie celem uzyskania komórek krwi oraz ich koncentratów do zastosowania jako lecznicze składniki krwi.